# Fonelas (kommunhuvudort)
Fonelas är en kommunhuvudort i Spanien.   Den ligger i provinsen Provincia de Granada och regionen Andalusien, i den södra delen av landet, 300 km söder om huvudstaden Madrid. Fonelas ligger 773 meter över havet och antalet invånare är 1 158.
Terrängen runt Fonelas är kuperad åt nordost, men åt sydväst är den platt. Fonelas ligger nere i en dal som går i nord-sydlig riktning. Runt Fonelas är det ganska tätbefolkat, med 129 invånare per kvadratkilometer. Närmaste större samhälle är Guadix, 12,7 km söder om Fonelas. Trakten runt Fonelas består till största delen av jordbruksmark.